# Live at the Orpheum
Live at the Orpheum is een livealbum van King Crimson. Opnamen vonden plaats in het Orpheum te Los Angeles, tijdens de concerten van 30 september en 1 oktober 2014, tijdens de tournee behorende bij The elements. Alle concerten van die tournee zijn vastgelegd, maar voor een commerciële uitgave werd gekozen voor deze twee concerten. Het betekende een terugkeer van de band van leider Robert Fripp op het podium na zijn rechtszaken tegen Universal Music Group om de rechten van zijn eerdere albums (terug) te krijgen. Het album kent een relatief korte tijdsduur, aangezien het ook op elpee geperst werd. Het bijzondere aan de samenstelling van deze versie van King Crimson was het feit dat ze met drie slagwerkers speelde.

## Musici
- Robert Fripp – gitaar, gitaarsynthesizer, soundscapes (verzorgde tevens de mix)
- Tony Levin – basgitaar, Chapman Stick, etc. (verzorgde de foto’s)[1]
- Jakko Jakszyk – gitaar, zang (verzorgde de mix en productie)
- Mel Collins – dwarsfluit, saxofoon
- Pat Mastelotto, Gavin Harrison, Bill Rieflin – slagwerk

## Muziek
| Nr. | Titel                                                                     | Duur  |
| --- | ------------------------------------------------------------------------- | ----- |
| 1.  | Walk on: Monk Morph chamber music (Collins, Fripp, Levin)                 | 2:34  |
| 2.  | One more red nightmare (Fripp, John Wetton)                               | 6:07  |
| 3.  | Banshee legs bell hassle (Harrison)                                       | 1:40  |
| 4.  | The construkction of light (Adrian Belew, Fripp, Trey Gunn, Mastelotto)   | 6:32  |
| 5.  | The letters (Fripp, Pete Sinfield)                                        | 4:57  |
| 6.  | Sailor’s tale (Fripp)                                                     | 6:51  |
| 7.  | Starless (Bill Bruford, David Cross, Fripp, Richard Palmer-James, Wetton) | 12:15 |